# Tom Tomsk
Tom Tomsk (Russisch: Футбольный клуб Томь Томск, Futbolni klub Tom Tomsk) is een Russische voetbalclub uit Tomsk in Siberië.
De club werd in 1957 als "Boerevestnik Tomsk" opgericht en veranderde verschillende keren van naam; "Tomitsj" (1958, 1961-1963), "Sibelektromotor" (1959-1960), "Torpedo" (1964-1967, 1974-1978), "Tomles" (1968-1973) en "Manometr" (1979-1987).
In 2005 promoveerde de club voor het eerst naar de hoogste klasse in Rusland waar het zeven jaar actief bleef tot de degradatie in 2012. Een jaar later kon de club direct terugkeren in de Premjer-Liga. Dat was voor één seizoen en na twee seizoenen op het tweede niveau promoveerde Tom Tomsk in 2016 wederom, maar kon het behoud niet verzekeren.

## Bekende (oud-)spelers
- Sergej Kornilenko
- Goran Maznov
- Kim Nam-Il
- Sergei Pareiko
- Ádám Pintér
- Andrius Skerla
- Hrvoje Vejić
- Martin Jiránek